# U-174
| U-174                      | U-174 | U-174 |
| -------------------------- | --- | --- |
|                            | | |
|                            | | |
|                            | | |
| Під прапором               | Третій рейх | Третій рейх |
| Спуск на воду              | 21 серпня 1941 року | 21 серпня 1941 року |
| Виведений зі складу флоту  | 27 квітня 1943 року | 27 квітня 1943 року |
| Сучасний статус            | затоплений | затоплений |
| Проєкт                     | | |
| Тип ПЧ                     | Дизельний підводний човен | Дизельний підводний човен |
| Основні характеристики     | | |
| Швидкість (надводна)       | 17,9 вузла | 17,9 вузла |
| Швидкість (підводна)       | 7 вузлів | 7 вузлів |
| Робоча глибина занурення   | 100 м | 100 м |
| Гранична глибина занурення | 230 м | 230 м |
| Автономність плавання      | 63 милі (117 км) на швидкості 4 вузли (7,4 км/год) (у підводному положенні) 13 450 морських миль (24 910 км на швидкості 10 вузлів (19 км/год) (у надводному положенні) | 63 милі (117 км) на швидкості 4 вузли (7,4 км/год) (у підводному положенні) 13 450 морських миль (24 910 км на швидкості 10 вузлів (19 км/год) (у надводному положенні) |
| Екіпаж                     | 48 осіб | 48 осіб |
| Розміри                    | | |
| Довжина найбільша (по КВЛ) | 76,76 м | 76,76 м |
| Ширина корпусу найб.       | 6,76 м | 6,76 м |
| Висота                     | 9,6 м | 9,6 м |
| Середня осадка (по КВЛ)    | 4,70 | 4,70 |
| Водотоннажність надводна   | 1120 т | 1120 т |
| Озброєння                  | | |
| Артилерія                  | 1 × 88-мм палубна гармата SK C/32 | 1 × 88-мм палубна гармата SK C/32 |
| Торпедно- мінне озброєння  | 4 носових і два кормових ТА. 22 торпеди або 44 міни TMA чи 66 TMB | 4 носових і два кормових ТА. 22 торпеди або 44 міни TMA чи 66 TMB |
| ППО                        | 1 × 37-мм зенітна гармата SKC/30 2 × 20-мм зенітні гармати FlaK 30 | 1 × 37-мм зенітна гармата SKC/30 2 × 20-мм зенітні гармати FlaK 30 |

U-174 — німецький підводний човен типу IXC, часів  Другої світової війни.
Замовлення на будівництво човна було віддане 23 грудня 1939 року. Човен був закладений на верфі «AG Weser» у Бремені 2 січня 1941 року під заводським номером 1014, спущений на воду 21 серпня 1941 року, 26 листопада 1941 року увійшов до складу 4-ї флотилії. За час служби також перебував у складі 10-ї флотилії.
За час служби човен зробив 3 бойових походи, в яких потопив 5 суден загальною водотоннажністю 30 813 тонни.
27 квітня 1943 року потоплений у Північній Атлантиці південніше Ньюфаундленда (43°35′ пн. ш. 56°18′ зх. д. / 43.583° пн. ш. 56.300° зх. д.) глибинними бомбами американського патрульного літака «Вентура». Всі 53 члени екіпажу загинули.

## Командири
- Фрегаттен-капітан Ульріх Тіло (26 листопада 1941 — 8 березня 1943)
- Оберлейтенант-цур-зее Вольфганг Грандефельд (9 березня — 27 квітня 1943)

## Потоплені та пошкоджені кораблі[3]
| Назва         | Тип               | Належність      | Дата             | Тоннаж (БРТ) | Вантаж                                                         | Статус    | Місце                                                      |
| Marylyn       | суховатаж         | Велика Британія | 31 жовтня 1942   | 4 555        | 6 600 т генеральних вантажів                                   | потоплено | 00°46′ пд. ш. 32°42′ зх. д. / 0.767° пд. ш. 32.700° зх. д. |
| Elmdale       | суховантаж        | Велика Британія | 1 листопада 1942 | 4 872        | 8 300 т вугілля, військових матеріалів та генеральних вантажів | потоплено | 00°17′ пн. ш. 34°55′ зх. д. / 0.283° пн. ш. 34.917° зх. д. |
| Zaandam       | пасажирське судно | Нідерланди      | 2 листопада 1942 | 10 909       | 7 000 т мідної та хромової руди та 600 т генеральних вантажів  | потоплено | 01°25′ пн. ш. 26°22′ зх. д. / 1.417° пн. ш. 26.367° зх. д. |
| Besholt       | суховантаж        | Норвегія        | 2 грудня 1942    | 4 977        | 8 000 т міді, олова та пальмової олії та 32 мішки пошти        | потоплено | 03°20′ пн. ш. 30°30′ зх. д. / 3.333° пн. ш. 30.500° зх. д. |
| Alcoa Rambler | суховантаж        | США             | 15 грудня 1942   | 5 500        | 7 243 т вугілля                                                | потоплено | 03°51′ пд. ш. 33°08′ зх. д. / 3.850° пд. ш. 33.133° зх. д. |